# Ahjon állomás
Ahjon (Ahyeon) állomás a szöuli metró 2-es vonalának állomása Mapho-ku (Mapo-gu) kerületben. Nevének jelentése „kis domb két nagy domb között”.

## Viszonylatok
| 2-es vonal                                           | 2-es vonal | 2-es vonal                                                 |
| ---------------------------------------------------- | ---------- | ---------------------------------------------------------- |
| Ihva (Ewha) Női Egyetem (külső oldal) Városháza felé | fő vonal   | Cshungdzsongno (Chungjeongno) (belső oldal) Városháza felé |